# Реставрація книжок
Реставрація книжок — процес оновлення та ремонту книг. Техніки включають очищення, виправлення та заповнення пошкоджених сторінок; повторне зшивання та перешивання.